# Hannah Hollinger

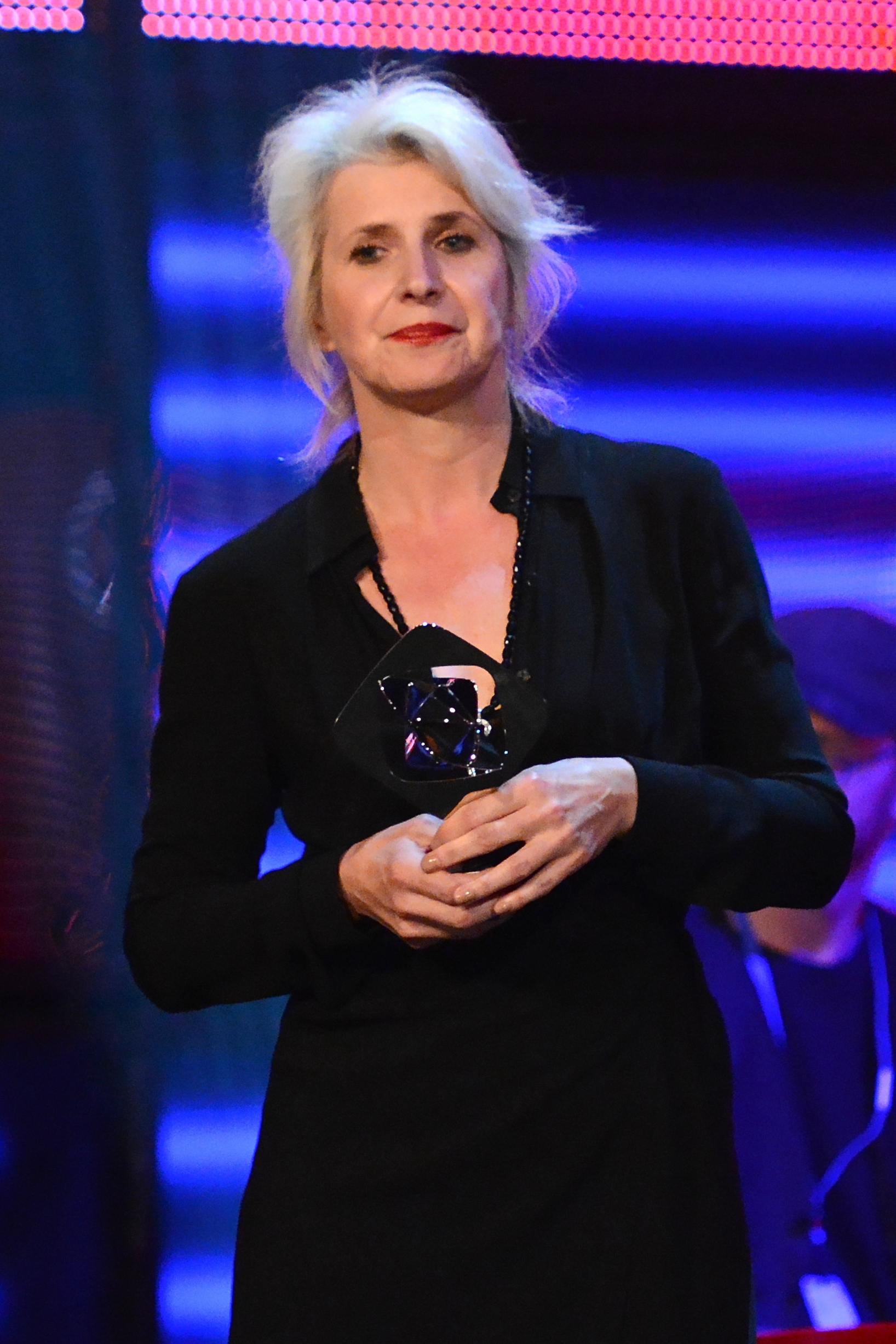
Hannah Hollinger bei der Verleihung des Grimme-Preises 2014

Hannah Hollinger (* in Burgkirchen) ist eine deutsche Drehbuchautorin.

## Leben
Hollinger besuchte eine Klosterschule und interessierte sich zunächst für Heilpädagogik. Aus eigener Erkenntnis heraus änderte sie ihren Berufswunsch und begann zunächst als Schriftstellerin zu veröffentlichen und kam später zum Schreiben von Drehbüchern. Nachdem sich Hollinger zunächst als Autorin von Fernsehserien hervortat, wurde sie durch ihre Konzeption der Serien Aus heiterem Himmel und Himmel und Erde – Ein göttliches Team bekannt. Seit 1998 konzentriert sie sich auf das Schreiben von Fernsehfilmen. Besonders häufig arbeitet sie mit dem Regisseur Matti Geschonneck zusammen. Ihre Zusammenarbeit Die Mutter wurde 2003 mit dem Bayerischen Fernsehpreis ausgezeichnet.
Im Jahr 2007 erhielt sie im Rahmen der Cologne Conference den Autorenpreis für ihr Lebenswerk, 2014 den Grimme-Preis für ihr Drehbuch des Films Grenzgang (nach dem gleichnamigen Roman von Stephan Thome) aus dem Jahr 2013 unter der Regie von Brigitte Maria Bertele.

## Filmografie (Auswahl)
- 1992: Happy Holiday
- 1995: Aus heiterem Himmel
- 1996: Männer sind was Wunderbares
- 1997: Der Schrei der Liebe
- 1998: Eine schräge Familie
- 1999: Comeback für Freddy Baker
- 1999: Ganz unten, ganz oben
- 2000: Jenseits der Liebe
- 2001: Ein mörderischer Plan
- 2001: Späte Rache
- 2001: Wer liebt, hat Recht
- 2002: Die Mutter
- 2002: Liebe Schwester
- 2003: Die Ärztin
- 2004: Charlotte und ihre Männer
- 2004: Liebe nach dem Tod
- 2005: Liebe Amelie
- 2006: Es gibt kein Morgen mehr
- 2006: Hurenkinder
- 2006: Meine böse Freundin
- 2006: Sie ist meine Mutter
- 2007: Stolberg: Vermisst
- 2007: Stolberg: Gekauftes Glück
- 2007: Zeit zu leben
- 2008: Idylle der Hyänen
- 2009: Ein geheimnisvoller Sommer
- 2009: Entführt (mit Jörg von Schlebrügge)
- 2010: Tod in Istanbul
- 2013: Grenzgang
- 2015: Unsichtbare Jahre
- 2015: Louise Bonì: Mord im Zeichen des Zen
- 2017: Über Barbarossaplatz
- 2017: Krieg
- 2017: Keine zweite Chance
- 2017: Brandnächte
- 2025: Sturm kommt auf (Fernsehfilm)